# Albert Vanpoulle
Albert Vanpoulle, né à Lille le 21 mai 1939, est un ancien joueur français de hockey sur gazon de 1,74 m pour 69 kg, au poste d'attaquant, qui fait désormais partie de l'équipe dirigeante du Lille Métropole Hockey Club (où il évolua durant la grande majorité de sa carrière sportive, après avoir entamé des études de dentiste à la faculté de Lille).
Il a commencé le hockey sur gazon au Cambrai Hockey Club.
International à plus de 60 reprises (1re sélection le 20 avril 1958 à 18 ans), il reste l'un des sportifs français les plus connus en Inde pour avoir inscrit l'unique but d'un match victorieux opposant l'Inde à la France, en janvier 1965 (tournée locale durant cinq semaines à compter de fin décembre 1964 (38 jours exactement): 19 matchs joués, dont onze face à une sélection nationale), seule victoire française face à la sélection indienne (1-0 le 10 janvier, à Nagpur) jusqu'à celle des joueurs de Bertrand Reynaud en décembre 2004 (3-1).
Il a également participé aux Jeux olympiques de Rome en 1960 (10e) et de Mexico en 1968 (10e) avec l'équipe de France.
Il a été champion de France sur gazon trois années de suite, en 1964, 1965, et 1966, et également trois fois champion de France en salle (en 1970, 1971 et 1974). Deux Coupes de France sont encore à mettre à son actif de joueur (dont une en 1977).
Capitaine-manager du LMHC durant 15 ans, jusqu'en 1981, il devint ensuite membre du Comité directeur du club aussi pour une quinzaine d'années.
En 1972, il fonde et préside le "Club des Gaulois" (réservé aux anciens internationaux hockeyeurs).
Le Musée du sport français, rattaché au Ministère, est détenteur de la crosse victorieuse de l'année 1965 face à l'Inde.

## Sources
- Un étudiant de 20 ans détruit la plus belle légende indienne, journal L'Équipe du 11 janvier 1965;
- Portrait d'Albert Vanpoulle sur le site de la LHNPC;
- Bernard Le Roy, Dictionnaire encyclopédique des sports, des sportifs et des performances, Paris, Denoël, 1973, p. 515.